# 武衛騒動
武衛騒動（ぶえいそうどう）は、管領家の一つ斯波氏（武衛家）のお家騒動に関連して、寛正6年（1465年）に発生した室町幕府の内紛である。

## 経緯
関東において、享徳3年（1454年）に鎌倉公方足利成氏が関東管領上杉憲忠を殺害すると、8代将軍足利義政は成氏討伐を命じたが、成氏は鎌倉府から古河府に移って激しく抵抗した（古河公方・享徳の乱）。このため、長禄元年（1457年）に義政の庶兄である足利政知を関東に派遣しようとするが伊豆国から先には進めず、同地で堀越公方を称した。
幕府は堀越公方には直轄軍は持たせず、斯波義敏を中心とした幕府軍を編成して関東に派遣する計画を立てた。斯波氏の領国が関東に近い遠江国にあり、父の斯波持種も成氏の父・足利持氏が起こした永享の乱鎮圧で活躍していたこと、奥羽に大崎氏などの多くの分家勢力がおり西と北から成氏を挟撃することが期待できたことが挙げられる。ところが、斯波義敏は越前国において執事の甲斐常治と対立していることを理由に出陣を拒否、やがて甲斐と合戦を始めた（長禄合戦）。これに激怒した義政は長禄3年（1459年）8月に義敏を廃して、息子の松王丸を家督とした。この直前に甲斐常治は病死しているが、彼の娘が義政の信任が厚い将軍家政所執事の伊勢貞親の妻であったために甲斐氏の責任が問われることはなかった。この間にも古河公方側の優勢のまま戦局が推移し、寛正2年（1461年）10月には堀越公方側へのてこ入れの一環として、松王丸をも廃して義敏の子しかしその後、政知の執事渋川義鏡の子義廉が新たに家督に立てて、堀越公方が斯波軍を動かせる態勢を作ろうとした。ところが、肝心な渋川義鏡が寛正4年（1463年）頃に扇谷上杉家と対立して失脚してしまったために、残されたのは義敏と義廉の家督争いだけとなった。
こうした中で、伊勢貞親は斯波義敏を復権させて遠征軍の再編を目論む。これに対して、義廉は勿論のこと、将軍家政所執事の身分でありながら管領家家督に口をはさむ貞親の横暴に激怒した有力者細川勝元と山名宗全は協力して文正元年（1466年）に貞親や彼と結ぶ季瓊真蘂・赤松政則らを幕府から追放した（文正の政変）。背景に、次期将軍を予定されていた足利義視の排斥問題も絡んでいると伝えられる（義視は義廉に同情的で、貞親はこれを口実に将軍後継者の地位から排除しようとしたとされる）。また、将軍義政もその時々の自己の方針（特に関東問題）に適任と思われる人物を斯波氏の家督に据えようとしたと考えられ、政情の変化に応じて義政の方針も柔軟に変化させていったが、そこに事態の複雑化や伊勢貞親の影響力の拡大を見いだす見方もある。
後に勝元と宗全が対立し応仁の乱が勃発すると、義敏父子と政則は将軍義政を戴く東軍に属し、それぞれ武衛家家督・赤松氏家督及び守護職を奪還し、貞親と真蘂も赦免されて帰京するなど、それぞれ復権した。ただし貞親と真蘂に活躍の場は与えられず、真蘂は文明元年（1469年）に、貞親は文明5年（1473年）に世を去る。